# ナウシキ駅
ナウシキ駅（ナウシキえき、станция Наушки）は、ロシア連邦ブリヤート共和国のナウシキにある鉄道駅である。

## 概要
モスクワから5896kmの地点に位置する。

## 歴史
- 1940年：開業。